# Scapulier

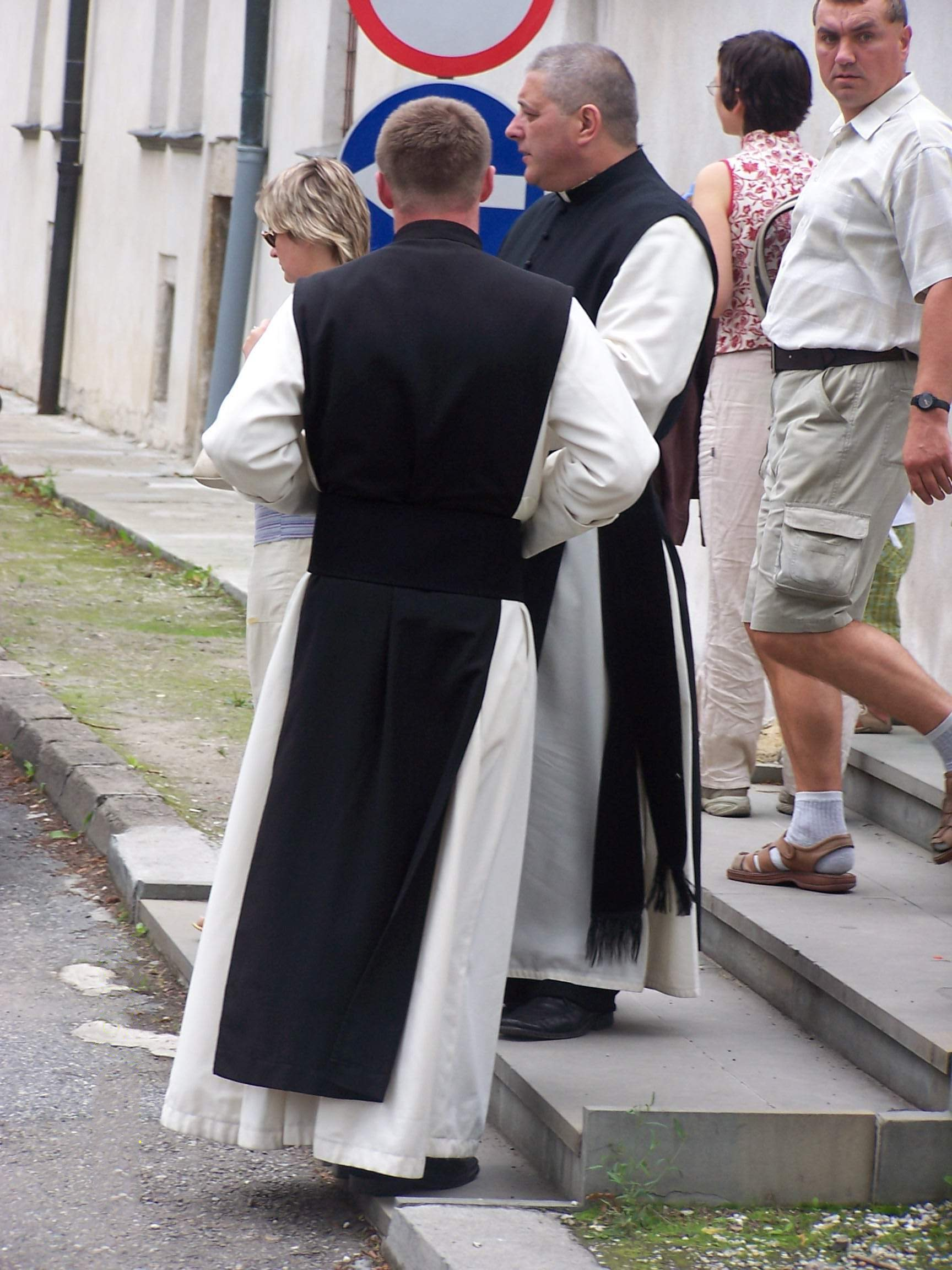
Poolse cisterciënzermonniken met zwart scapulier over hun witte pij

Een scapulier of schapulier (v. middeleeuws Lat. scapulare = schouderkleed, v. Lat. scapulae = schouders) is een schouderkleed, door leden van de oudere orden (zoals de Alexianen) op borst en rug over het habijt gedragen. Oorspronkelijk was dit om de pij te beschermen bij de handenarbeid, maar het werd weldra een karakteristiek onderdeel van de monnikenkledij en later door nieuwere orden en congregaties als een soort erekleed overgenomen. Het scapulier heeft dezelfde kleur als de pij of het habijt, behalve bij de cisterciënzers en wilhelmieten, die een witte pij en een zwart scapulier dragen.

## Scapulier voor leken
Later werd dit scapulier in verkleinde vorm door leken uit devotie onder de gewone kleren over borst en rug gedragen. Het wordt in dat geval gereduceerd tot twee vierkante lapjes, verbonden door schouderlinten, in de kleur van de orde met welke men zich verbonden voelt. Zo bestaat er het zwarte schapulier van de paters servieten, het blauwe schapulier van de paters theatijnen, het witte schapulier van de Orde van de H. Drievuldigheid en het bruine schapulier van de paters karmelieten. Dit laatste is veruit het meest verbreide schapulier.
In 1910 gaf Paus Pius X toestemming om de lapjes te vervangen door een scapuliermedaille, waarop attributen van de betrokken orde staan afgebeeld (behalve voor de schapulieren van leden van de Derde Orde).

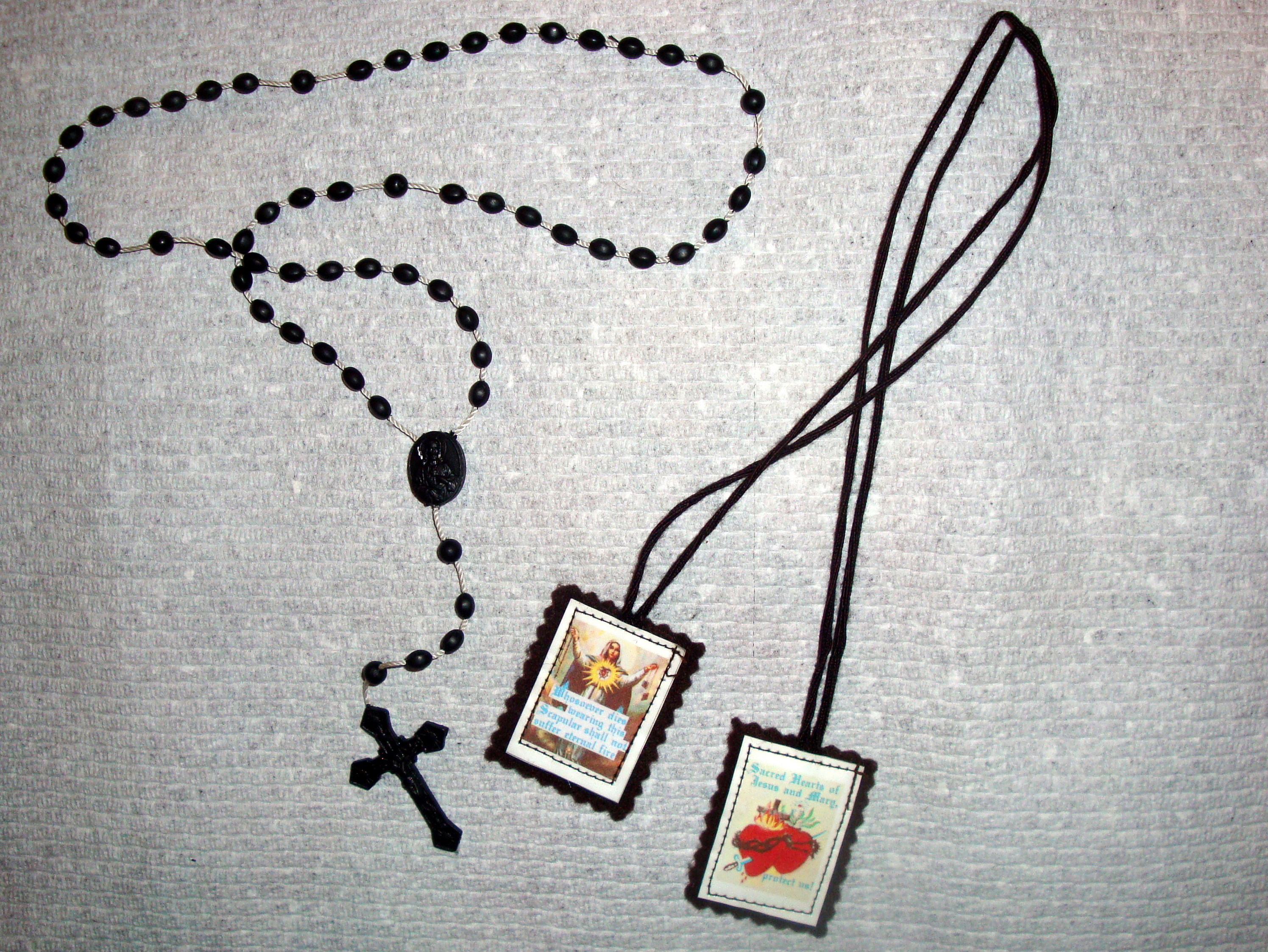
Rechts een schapulier voor leken